# Artemio Gutiérrez
Artemio Nicolás Gutiérrez Vidal (Arauco, Chile, 6 de junio de 1860 - Santiago, 18 de marzo de 1936) fue un político chileno del Partido Demócrata. Se desempeñó como Ministro de Estado, Ministro de Industria, Obras Públicas y Ferrocarriles, diputado y senador. Hijo de Juan Antonio Gutiérrez y de Rosario Vidal, estaba casado y tenía un hijo.
Estudió los primeros años de su vida en Arauco y luego se fue a Concepción. Ingresó a la Escuela de Artes y Oficios, donde se dedicó al aprendizaje de la sastrería; se dirigió a Santiago, donde perfeccionó sus conocimientos.

## Actividades públicas
- En 1879 se integró a la Escuela Republicana y después en la Sociedad de Sastres donde llegó a ser presidente.
- Se desempeñó como sastre en Santiago y organizó varias instituciones obreras como la filarmónica Francisco Bilbao.
- Integró el grupo fundador del Partido Demócrata en 1887 transformándose en vicepresidente del Directorio. En abril de 1888 fue detenido junto a otros dirigentes del partido por su supuesta incitación al vandalismo e incendio de los tranvías de Santiago, tras una manifestación organizada para protestar por el alza de la tarifa de segunda clase. Fue absuelto y liberado tras 43 días de prisión.
- En 1889 fue encarcelado con el resto de sus compañeros de partido.
- Diputado por Santiago (1897-1900). Integró la Comisión Permanente de Negocios Eclesiásticos.
- Reelecto como diputado por Santiago para el período 1900-1903. Integró la Comisión Permanente de Elecciones y Calificadora de Peticiones, la que, al 7 de agosto de 1901 pasó a llamarse Comisión Permanente de Elecciones.
- Fue reelecto como diputado por Santiago para el período 1903-1906. Integró la Comisión Permanente de Industria. Había quedado presuntamente fuera de la Cámara, pero se realizó una elección complementaria donde venció a Santiago Aldunate Bascuñán y ratificó su cargo.
- Electo diputado por Temuco, Imperial y Llaima (1918-1921). Segundo Vicepresidente de la Cámara, desde el 13 de diciembre de 1918 hasta el 18 de noviembre de 1920. Integró la Comisión Permanente de Relaciones Exteriores y Colonización; y la de Asistencia Pública y Culto, la que presidió.
- Senador por Cautín (1921-1924) Integró la Comisión Permanente de Obras Públicas y Colonización.
- Nombrado como Ministro de Industria, Obras Públicas y Ferrocarriles por Arturo Alessandri. Ejerció desde 17 de agosto al 3 de noviembre de 1921, cuando el Partido Demócrata se retiró brevemente del gobierno.
- Tuvo que dejar su cargo debido la disolución del Congreso Nacional en 1924.
- Senador por la Octava Agrupación Provincial "Arauco, Malleco y Cautín", período 1926-1930. Integró la Comisión Permanente de Gobierno; y fue senador reemplazante en la de Ejército y Marina.
- Reelecto como senador por "Arauco, Malleco y Cautín" (1930-1938) durante el Congreso Termal. Permaneció en su cargo hasta el Golpe de Estado de 1932.
- Fue reelecto senador por la Octava Agrupación Provincial "Biobío y Cautín", período 1933-1941; fue vicepresidente de la Cámara, el 9 de enero al 23 de mayo de 1933; y 11 de julio de 1934 hasta el 18 de marzo de 1936.
- Dirigió la Convención del Partido celebrada en Santiago el 2 de julio de 1933, en la que se logró la breve unión de los sectores Demócratas y Democrático.
- Falleció el 18 de marzo de 1936 en pleno ejercicio de sus funciones. Fue reemplazado por el radical Cristóbal Sáenz Cerda, quien venció en elección complementaria al demócrata Luis Mandujano Tobar.